# 1231 Auricula
1231 Auricula је астероид главног астероидног појаса. Приближан пречник астероида је 22,52 ,
а средња удаљеност астероида од Сунца износи 2,670 астрономских јединица (АЈ).
Инклинација (нагиб) орбите у односу на раван еклиптике је 11,492 степени, а орбитални период износи 1593,674 дана (4,363 године). Ексцентрицитет орбите астероида износи 0,085.
Апсолутна магнитуда астероида износи 11,60 а геометријски албедо 0,079.
Астероид је откривен 10. октобра 1931. године.